# International Khilaadi
International Khilaadi est un film indien de Bollywood réalisé par Umesh Mehra sorti le 26 mars 1999.
Ce thriller d'action est le 6e de la série des Khilaadi dont le héros récurrent est interprété par Akshay Kumar ici associé à Twinkle Khanna.

## Distribution
- Akshay Kumar : Rahul "Devraj"
- Twinkle Khanna : Payal
- Johnny Lever : Focus
- Vivek Vaswani : Directeur

## Box-office
International Khilaadi rencontre un succès public modeste, classé 23e par Boxofficeindia.com, il ne réussit pas à amortir son budget.